# American Spinal Injury Association
Die American Spinal Injury Association (ASIA) ist ein Zusammenschluss von Angehörigen verschiedener Heilberufe in den Vereinigten Staaten, die sich Patienten mit Rückenmarksverletzungen widmen. Sie ist eine Mitgliedsorganisation der International Spinal Cord Society. Die von ihr herausgegebenen internationalen Standards zur Klassifikation von Rückenmarksverletzungen (ISNCSCI) und die darin enthaltene ASIA Impairment Scale (AIS) gelten als Goldstandard bei der Beurteilung von Rückenmarksverletzungen. Die ASIA wurde 1973 gegründet und hat heute über 500 Mitglieder.